# Nocilla Dream
Nocilla Dream es un libro de Agustín Fernández Mallo, publicado en 2006, 
que se engloba en una trilogía llamada Nocilla Project y que se completa con Nocilla Experience y Nocilla Lab.
Está compuesto por 113 fragmentos, capítulos cortos, pequeñas historias que se cruzan, algunas de ellas cortadas sin resolución y que crean, al final, un panorama de toda la obra.
Algunos temas recurrentes de Nocilla Dream son el US50 y el árbol de zapatos, que sirven para conectar a los personajes.
- Nocilla Dream fue designada la mejor novela del año en lengua castellana por la revista Quimera.[3]
- Nocilla Dream también fue nombrada por el suplemento El Cultural, del periódico El Mundo, como una de las diez mejores novelas de 2006.[5]